# مارتین آدلر
مارتین آدلر (انگلیسی: Martin Adler؛ ۳۰ اکتبر ۱۹۵۸ – ۲۳ ژوئن ۲۰۰۶) یک روزنامه‌نگار اهل سومالی بود. یک فیلمبردار و روزنامه‌نویس برای روزنامهٔ آفتونبلادت بود. او جانبار و برندهٔ جایزهٔ خبرنگار شناخته شده برای گزارش‌های جنگی و پوشش خبری خارجی بود.

## زندگی شخصی
آدلر در استکهلم سوئد از یک پدر سوئدی و یک مادر بریتانیای به دنیا آمد. او در وستروس بزرگ شد و بعد از مطالعهٔ انسان‌شناسی در لندن به یک روزنامه‌نگار مبدل شد. آدلر در سال ۲۰۰۶ در خلال یک گزارش دادن در سومالی کشته شد.